# Río Vargas (España)
El río Vargas (o río Rabanera en su curso bajo) es un curso de agua del norte de la península ibérica, afluente del Leza. Discurre por La Rioja.

## Curso
El río discurre por el término municipal de Ajamil de Cameros y acaba desaguando en el Leza. Aparece descrito en el decimoquinto volumen del Diccionario geográfico-estadístico-histórico de España y sus posesiones de Ultramar de Pascual Madoz con las siguientes palabras:

VARGAS: r. de la prov. de Logroño, part. jud. de Torrecilla de Cameros, térm. jurisd. de Ajamil: corre próximo á esta v., y aunque por lo comun es de escaso caudal, es sin embargo permanente. Le cruzan 3 puentes para mayor comodidad del vec. y transeuntes; habiéndose construido otro para pasar á la pobl., ademas del que atraviesa el barranco de Galbarza, edificado con el fin de evitar las repetidas desgracias que acontecian por sus violentas avenidas en tiempos de fuertes aguaceros. Con las aguas del r., se riegan algunos pedazos de tierra, al propio tiempo que impulsan un molino harinero propio del comun. Antiguamente se utilizaban tambien para un lavadero de lanas y para un batan de propiedad de mayorazgo, cuyos artefactos bastante deteriorados, no prestan actualmente ninguna utilidad.
(Madoz, 1849, p. 612)

En su último tramo, tras pasar la localidad de Rabanera, el río recibe el nombre de esta localidad.